# Stanislav Andreyevich Antipin
Stanislav Andreyevich Antipin (tiếng Nga: Станислав Андреевич Антипин; sinh ngày 17 tháng 2 năm 1995) là một cầu thủ bóng đá người Nga. Anh thi đấu cho F.K. Shinnik Yaroslavl.

## Sự nghiệp câu lạc bộ
Anh có màn ra mắt tại Giải bóng đá chuyên nghiệp quốc gia Nga cho F.K. Krasnodar-2 vào ngày 31 tháng 8 năm 2013 trong trận đấu với F.K. Volgar Astrakhan.